# Шарипов, Сухроб Ибронович
Сухро́б Ибро́нович Шари́пов (тадж. Сӯҳроб Шарипов; 18 апреля 1963, Душанбе — 19 января 2015, там же) — политолог Таджикистана, доктор политических наук; директор Центра стратегических исследований (2005—2011), депутат нижней палаты парламента Таджикистана (2011—2015).

## Биография
В 1988 году окончил философский факультет МГУ им. М. В. Ломоносова, затем до 1990 г. преподавал философию в Таджикском государственном университете. В 1993 г. окончил аспирантуру философского факультета МГУ им. М. В. Ломоносова, затем (по 1998) — научный сотрудник того же факультета.
В 1998—2001 гг. — заведующий отделом Центра стратегических исследований при президенте Таджикистана. В 2001—2003 гг. — заместитель заведующего информационно-аналитического отдела аппарата президента; в 2003—2005 гг. — помощник президента.
С 2005 по декабрь 2011 года возглавлял Центр стратегических исследований. В 2011 году избран депутатом Маджлиси намояндагон (нижней палаты парламента), был членом парламентского комитета по международным делам, общественным объединениям и информации; входил в состав Постоянной комиссии по социальной политике Межпарламентской ассамблеи ЕврАзЭс.
Скончался от сердечного приступа.

## Научная деятельность
Область научных исследований — политология, политические процессы в Таджикистане и Центральной Азии.
В 1993 г. защитил кандидатскую, в 2001 г. — докторскую диссертацию. Входил в состав экспертных советов Шанхайской организации сотрудничества, ОДКБ, научных советов Академии ОБСЕ в Бишкеке.
Автор двух книг и более 300 научных статей.

### Избранные труды
- Шарипов С. И. Демократизация политических процессов в современном Таджикистане : Автореф. дис. … д-ра полит. наук. — Душанбе, 2001. — 42 с.

## Награды и признание
- Юбилейная медаль «20-летие государственной независимости Республики Таджикистан».
- Почётная грамота Совета МПА СНГ (27 ноября 2014 года, Межпарламентская ассамблея СНГ) — за активное участие в деятельности Межпарламентской Ассамблеи и её органов, вклад в укрепление дружбы между народами государств — участников Содружества Независимых Государств[4]